# SY Весов
SY Весов (лат. SY Librae) — одиночная переменная звезда в созвездии Весов на расстоянии (вычисленном из значения параллакса) приблизительно 85830 световых лет (около 26316 парсека) от Солнца. Видимая звёздная величина звезды — от более +13,3m до +12,8m.

## Характеристики
SY Весов — жёлтая переменная звезда спектрального класса G2:. Эффективная температура — около 3200 К.